# Payphone
"Payphone" é o uma canção da banda norte-americana Maroon 5, com participação do rapper Wiz Khalifa. Composta por Adam Levine, Benny Blanco, Ammar Malik, Shellback, Dan Omelio e Wiz Khalifa, faz parte do quarto álbum de estúdio da banda, Overexposed, e foi lançada como seu primeiro single em 16 de abril de 2012, logo após ter sido apresentada ao vivo nas quartas de final da segunda temporada do reality show The Voice, do qual o vocalista Adam Levine é mentor. Liricamente, fala sobre "um amor perdido e  desperdiçado" e explora "a maneira como um relacionamento costumava ser e como não é mais".

## Antecedentes e gravação
Após o inicio do fracasso de seu álbum Hands All Over (2010), produzido por Robert Lange, Maroon 5 voltado para uma direção mais pop com distintos produtores Shellback e Benny Blanco para o single "Moves Like Jagger" (2011). A canção, que conta com participação da Christina Aguilera, foi creditado para re-energizar as vendas do álbum, além de ser o segundo single número um na parada Billboard Hot 100 do Estados Unidos. Depois disso, eles começaram a escrever livros e gravaram um novo álbum durante a turnê mundial mais recente. E daí foi anunciado que o álbum seria chamado Overexposed e que seria lançado em 26 de junho de 2012. Em 10 de abril de 2012, a banda anunciou a arte do álbum, capa e que o novo single, "Payphone" foi programado para ser lançado em 16 de abril de 2012. Depois de uma apresentação no reality show The Voice (em que Adam é um dos juízes e treinadores). A música foi disponibilizada ao iTunes imediatamente, a seguir o desempenho no The Voice.

## Composição
"Payphone" foi escrito por Adam Levine, Malik Ammar, Omelio Dan e o rapper americano Wiz Khalifa, Benny Blanco e Shellback. Foi produzido por os dois último. A canção é uma balada pop, mid-tempo e conta com o rap Khalifa. "Payphone" tem uma percussão marcial pesada, um piano-forte e uma produção com um coro dramático. Ela também possui um baixo pulsante no gancho que dá a música a dica de uma borda dura. Liricamente, fala sobre "um amor perdido e desperdiçado" e explora "a maneira como um relacionamento costumava ser e como não é mais". Thomas Chau, do AOL Radio Blog comentou que a canção é um dos singles mais maduro da banda, similar ao "She Will Be Loved" e "Won't Go Home Without You". Andrew Unterberger concordou, escrevendo que "ele tem o mesmo tipo de mid-tempo e suavidade que "Won't Go Home Without You" e "Never Gonna Leave This Bed", uma balada que roda em nossas cabeças durante anos.
A canção começa com Adam Levine realizando um registo superior de leitura através do coro apoiado por um simples teclado. No refrão, ele canta: "Eu estou em um telefone público tentando ligar para casa / Toda o dinheiro que eu gasto com você / Para onde foram os tempos passados, baby / Está tudo errado, onde estão os planos que fizemos para nós dois? / Se felizes para sempre existisse / eu ainda estaria te segurando assim / E todos esses contos de fadas estão cheio de merda / Mais uma canção de amor estúpida / eu vou ficar doente". Alguns sites de letras de músicas, por exemplo, tem a linha "onde estão os planos que fizemos para dois?" alterado para "estamos no lugar que fizemos para dois", entre outras diferenças. Seguindo o verso, a banda completa entra em ação no refrão e vaza da canção através de tristeza. Quando Wiz atua seus versos, suas rimas não falam de sua vida amorosa, mas sim dos seus inimigos. "Eu estarei bem aqui gastando todo esse dinheiro, enquanto você está sentada por aí", ele canta. Amy Sciarretto, da "Crush Pop", e Bill Lamb, do About.com, destacou que as letras foram espelhadas na separação de Levine e sua ex-namorada Anne Vyalitsyna.

## Recepção da crítica
Bill Lamb, do About.com, a avaliou com quatro estrelas em um máximo de cinco, comentando que que não há "nada particularmente novo" na canção, mas que o trabalho é "consistente". Ele elogiou os vocais de Levine e o arranjo da canção e criticou a participação de Wiz Khalifa, que considerou desnecessária. No PopCrush, Amy Sciarretto, escreveu que "Payphone" conta com "batidas e sintetizadores", além do "gracioso falsetto de Levine" e é "arrebatadora".
Crystal Bell, da Huffington Post, chamou-lhe "definitivamente um dos singles mais pop da banda até à data". Robbie Daw, do jornal Idolator escreveu que a música é "extremamente amigavél". Melinda Newman, do HitFix, escreveu que a canção "é uma cantiga, sempre em frente pop, pela sua brilhante batida militar e á comparou com Grenade de Bruno Mars.  Chris Payne, da Billboard, escreveu que a aventura pop e R&B está longe de ser um clássico para Maroon 5, ainda que sirva como uma prova de uma nova marca. Outra revisão mista veio de Marc Snetiker, da revista Entertainment Weekly, comentou que "é muito fácil substituir a banda com qualquer um dos membros de outra banda, por exemplo, One Direction".

## Apresentações ao vivo
Em 16 de abril de 2012, Maroon 5 e Khalifa Wiz cantou a música pela primeira vez no The Voice, um reality show de talentos musicais, em que o vocalista Adam Levine é um dos juízes e treinadores. "Payphone" também foi realizada, pela primeira vez em um concerto de Maroon 5, durante a apresentação especial da banda para a grande inauguração da Microsoft Store em Palo Alto, Califórnia, em 21 de abril de 2012. Adam Levine cantou as linhas da versão alternativa da canção, sem o rap, lançado oficialmente em 18 de abril de 2012, apenas dois dias depois de sua estréia mundial em The Voice e também no iTunes: "Agora, baby, não desligue / Então eu posso dizer o que você precisa saber / Baby, eu estou implorando você / Só, por favor, não vá / Então eu posso dizer o que você precisa saber", em vez do verso do cantor Wiz Khalifa.

## Vídeo musical
Em 19 de abril de 2012, Levine foi flagrado gravando o vídeo, fazendo uma ligação a partir de uma cabine telefônica de Los Angeles, fugindo da polícia com uma mulher co-estrela e acelerando para longe em um carro esporte clássico. O vídeo oficial da música foi dirigido por Samuel Bayer e foi lançado em 10 de maio de 2012.

### Sinopse
O vídeo começa com um flashback, onde Levine para em uma cabine telefônica e (possivelmente) disca o número do telefone do seu amor. Outro dia, sentado em um banco, no trabalho de Levine, aparentemente um bando de assaltantes (um deles é interpretado pelo guitarrista da banda - James Valentine - e outros assaltantes de banco, provavelmente interpretado pelo baterista Matt Flynn, o baixista Mickey Madden eo tecladista atual, PJ Morton) - tudo isso acontece enquanto a música toca. Levine e sua bela colega de trabalho (interpretada pela holandêsa modelo, Bregje Heinen) escapa ilesa do assalto, os policiais se enganam e pensam que Levine e sua colega são uns dos assaltantes, eles se escondem atrás de um carro, depois corre e rouba o carro de um homem para desviar a colega dos policiais. A perseguição de carros segue e Levine é quase pego pela polícia, ele comanda o carro roubado para o lado errado da estrada e provoca uma enorme explosão, que destrói um dos carros da polícia. Quando ele finalmente chega a seu destino, ele passa por um lugar onde Wiz, o proprietário do carro, realizou seu rap mais cedo. Depois Levine sai do carro, que também explode. Levine, lesionado, entra em uma cabine de telefone público, provavelmente para pedir ajuda - este conecta-se as imagens do início do vídeo.

### Recepção
Amy Sciarretto, da Crush Pop, afirmou: "Este vídeo se desdobra como um mini-filme, com ações e emoções, e de perseguição". Natalie Finn, do noticiário E! News, deu uma crítica positiva para o vídeo, escrevendo que "Adam Levine parece tão bom quanto um funcionário do banco, todo abotoado e como um fugitivo, sujo, ferido e tentando fugir dos policiais". Becky Bain, do jornal Idolator escreveu que "o clipe é agradável, mas ainda está faltando um ingrediente importante: Adam Levine sem uma camiseta". Rebecca Ford, da revista Hollywood Reporter, deu uma revisão mista, escrevendo:. "Embora seja divertido ver como um clipe de grande orçamento para a banda, a linha da história não faz sentido completo. Considerando que o caráter de Levine não é roubar o banco, por que ele continua fugindo da polícia? E por que ele deixar a mulher bonita para trás?".

## Paradas musicais

### Performance comercial
O single venceu 493 mil cópias em sua primeira semana nos Estados Unidos, batendo o recorde de vendas digitais de um single de grupo ou dupla na primeira semana que antes pertencia ao Black Eyed Peas, com as 465 mil de "Boom Boom Pow". Nos Estados Unidos, a canção estreou na parada Pop Songs, no número 21, tornando-se a estréia mais alta no gráfico por um grupo ou dupla desde 'N Sync com a canção Pop que estreou na mesma posição em junho de 2001. Na parada Adult Pop Songs, estreou no numero 17, também a estréia mais alta no gráfico por um grupo ou duo. É também a oitava melhor semana de vendas global desde que a Nielsen SoundScan começou a contabilizar downloads digitais, em 2003. A canção estreou no número 3 na Billboard Hot 100.
| Parada (2012)                      | Melhor posição |
| ---------------------------------- | -------------- |
| Alemanha (Media Control)           | 4              |
| Austrália (ARIA Singles Chart)     | 2              |
| Áustria (Austrian Singles Chart)   | 5              |
| Bélgica (Ultratop - Flanders)      | 9              |
| Bélgica (Ultratop - Valônia)       | 16             |
| Brasil — Billboard Hot 100 Airplay | 4              |
| Brasil (Brasil Hot Pop)            | 2              |
| Canadá (Canadian Singles Chart)    | 1              |
| Dinamarca (Tracklisten)            | 7              |
| Espanha (Spanish Singles Chart)    | 14             |
| Estados Unidos (Billboard Hot 100) | 2              |
| Estados Unidos (Digital Songs)     | 1              |
| Estados Unidos (Pop Songs)         | 1              |
| Estados Unidos (Adult Pop Songs)   | 1              |
| Estados Unidos (Radio Songs)       | 1              |
| Finlândia (Finnish Singles Chart)  | 6              |
| França (French Singles Chart)      | 12             |
| Japão (Japan Hot 100)              | 5              |
| Irlanda (Irish Singles Chart)      | 2              |
| Itália (Italian Singles Chart)     | 1              |
| Nova Zelândia (Top 40 Singles)     | 2              |
| Noruega (Norwegian Singles Chart)  | 8              |
| Países Baixos (Mega Charts)        | 14             |
| Polónia (Polish Airplay Chart)     | 3              |
| Portugal (Portugal Top 50)         | 5              |
| Reino Unido (UK Singles Charts)    | 1              |
| Suécia (Swedish Singles Chart)     | 6              |
| Suíça (Swiss Singles Chart)        | 4              |

| País          | Associação | Certificação | Vendas  |
| ------------- | ---------- | ------------ | ------- |
| Austrália     | ARIA       | Platina      | 70.000+ |
| Dinamarca     | IFPI       | Ouro         | 15.000+ |
| Itália        | FIMI       | Ouro         | 68.005+ |
| Nova Zelândia | RIANZ      | Platina      | 15.000+ |